# Ko Un
Ko Un (n. Ko Untae, 1 august 1933) este un poet sud-coreean a cărui cărți au fost publicate în peste 15 țări.

## Biografie
Născut la Gunsan, provincia Jeolla de Nord, în timpul ocupației japoneze, Ko Un era elev de liceu când a izbucnit Războiul din Coreea. Traumatizat de moartea mai multor membri de familie și prieteni, Ko Un a încercat să se sinucidă turnându-și acid în urechi în timpul unei crize de nervi, ceea ce i-a afectat auzul. Problema auzului s-a agravat și din cauza bătăilor primite de la poliție în 1979.
În 1952 Ko a devenit călugăr într-o mănăstire budistă. Împreună cu maestrul său, Hyobong, a călătorit prin țară ca călugăr cerșetor. A stat timp de 10 ani la mănăstire, urcând treptele ierahiei monastice ajungând în cele din urmă să fie egumen și membru al comitetului de conducere al asociației naționale a călugărilor budiști. Împreună cu un alt călugăr a înființat în 1957 un ziar budist, unde a publicat câteva poezii și eseuri.
Între 1963 și 1966 a locuit pe insula Jeju, unde a lucrat ca dascăl mutându-se apoi la Seoul. A avut o tentativă de sinucidere în 1970. A fost încarcerat de patru ori din cauza activității sale politice pentru democrație (1974, 1979, 1980 și 1989).
În timpul protestelor împotriva președintelui Syngman-Rhe din 1960, care s-au soldat cu exilul președintelui, unele din poeziile lui Ko Un au devenit adevărate imnuri de rezistență. În 1962 Ko s-a hotărât să renunțe la viața de călugăr ca să se poată dedica complet vieții de scriitor.
Ko a publicat al doilea volum de poezie în 1966. Încă înainte de 1967, când s-a mutat de pe insula Jeju la Seoul, Ko avea probleme cu alcoolul și își pierduse încrederea în sine. Această perioadă de criză a fost declanșată, a mărturisit Ko, de lectura romanului lui Mihail Șolohov Donul liniștit, citit în traducere japoneză. Criza a culminat cu o nouă încercare de a se sinucide în 1970.
În 1973 Ko a  început să se implice în lupta pentru democrație în Coreea de Sud. Ca primul secretar-general al Uniunii Scriitorilor, înființate în 1974, și ca figură centrală a mișcării pentru democrație, Ko a intrat în atenția serviciului de securitate internă sud-coreean (KCIA), fiind arestat și încarcerat de mai multe ori.
După asasinarea președintelui Park Chung-hee în octombrie 1979, Ko a fost ales președinte al unei organizații pentru unitate națională. În timpul unei torturi i s-a spart timpanul. În mai 1980 a fost acuzat de înaltă trădare, adus în fața unui tribunal și condamnat la 20 de ani închisoare. Datorită unei amnistii generale din 1982 a fost eliberat din închisoare și pus sub arest la domiciliu.  În 1983 s-a căsătorit cu profesoara de limbă engleză Lee Sang-wha și s-au mutat la Anseong, Gyeonggi-do. În 1985 s-a născut fiica lor, Cha-Ryong.
În 1998 a vizitat, cu permisiunea guvernului sud-coreean, Coreea de Nord. În același an a avut o bursă de un an la Universitatea Harvard din SUA. Când Kim Dae-jung a vizitat în 2000 Coreea de Nord, Ko a fost membru al delegației prezidențiale.
Din 1994 predă la Universitatea Kyonggi din Seoul, iar din 2007 predă arta poetică și literatura la Universitatea Națională din Seoul.

## Opera
Ko a început să publice în 1958. A publicat cca 135 de volume, care includ poezie, ficțiune (în special pe teme budiste), autobiografii, piese de teatru, eseuri, traduceri din literatura chineză clasică etc.
În 1958, la recomandarea poetului Cho Chi-hun o poezie a lui Ko Un a fost publicată în revista „Poezie modernă”, iar în 1960 a publicat primul volum de poezie.
Viața din închisoare l-a inspirat să scrie ciclul epic Maninbo („Zece mii de vieți”). În 1989 a fost din nou arestat. La începutul anilor 1990 a fost ales președinte al Uniunii Naționale a Oamenilor de Artă și al Uniunii Scriitorilor.

### Poezie (titlurile în limba engleză)
- Other World Sensibility (1960)
- Seaside Poems: God, the Last Village of Languages (1966)
- Sentence to Death (1960, 1988)
- Senoya: Little Songs (1970)
- On the Way to Munui Village (1977)
- Going into Mountain Seclusion (1977)
- The Continent 1-9 (1977)
- Early Morning Road (1978)
- Homeland Stars (1984)
- Pastoral Poems (1986)
- Fly High, Poems! (1986)
- The Person Who Should Leave (1986)
- Sumi Mountain (1987)
- Nirvana (1988)
- Your Eyes (1988)
- My Evening (1988)
- The Grand March of That Day (1988)
- Morning Dew (1990)
- For Tears (1991)
- One Thousand Years’ Cry and Love: Lyrical Poems of Paektu Mountain (1990)
- Sea Diamond Mountain (1991)
- What?-Zen Poems (1991)
- Songs on the Street (1991)
- Song of Tomorrow (1992)
- The Road Not Yet Taken (1993)
- Songs for ChaRyong (1997)
- Dokdo Island (1995)
- Ten Thousand Lives, 15 volume (1986-1997)
- Paektu Mountain: An Epic, 7 volume (1987-1994|94)
- A Memorial Stone (1997)
- Whispering (1998)
- Far, Far Journey (1999)
- South and North (2000)
- The Himalayan Poems (2000)
- Flowers of a Moment (2001)
- Poetry Left Behind (2002)
- Late Songs (2002)
- Ten Thousand Lives, Volumele 16-20 (2003)
- Ten Thousand Lives, Volumele 21-23 (2006)

### Romane (titlurile în limba engleză)
- Cherry Tree in Another World (1961)
- Eclipse (1974)
- A Little Traveler (1974)
- Night Tavern: A Collection of Short Stories (1977)
- A Shattered Name (1977)
- The Wandering Souls: Hansan and Seupduk (1978)
- A Certain Boy: A Collection of Short Stories (1984)
- The Garland Sutra (Little Pilgrim) (1991)
- Their Field (1992)
- The Desert I Made (1992)
- Chongsun Arirang (1995)
- The Wandering Poet Kim, 3 volumi (1995)
- Zen: A Novel, 2 volumi (1995)
- Sumi Mountain, 2 volumi (1999)

### Eseuri (titlurile în limba engleză)
- Born to be Sad (1967)
- Sunset on the G-String (1968)
- Things that Make Us Sad (1968)
- Where and What Shall We Meet Again? — A Message of Despair (1969)
- An Era is Passing (1971), (1973)
- For Disillusionment (1976)
- Intellectuals in Korea (1976)
- The Sunset on the Ghandis (1976)
- A Path Secular (1977)
- With History, With Sorrow (1977)
- For Love (1978)
- Or Truth (1978)
- For the Poor (1978)
- Penance to the Horizon (1979)
- My Unnamable Spiritual (1979)
- Age of Despair & Hope (1985)
- You and I on Earth (1985)
- Flowers from Suffering (1986)
- Flow, Water (1987)
- Ko Un’s Correspondence (1989)
- The Leaves Become Blue Mountain (1989)
- Wandering and Running at Full Speed (1989)
- History is Dreaming (1990)
- How I Wandered from Field to Field (1991)
- Diamond Sutra I Experience (1993)
- Meditation in the Wilderness (1993)
- Truth-Seeker (1993)
- I Will Not Be Awakened (1993)
- At the Living Plaza (1997)
- Morning with Poetry (1999)
- The Road Has Traces of Those Who Went Before (2001)
- The History I Met (2002)
- Towards a Plaza (2002)

### Reportaje de călătorie (titlurile în limba engleză)
- Old Temples: My Pilgrimage, My Country (1974)
- Cheju Island (1975)
- A Trip to India (1993)
- Mountains and Rivers,(1999)
- My Mountains and Rivers (1999)

### Cărți de critică literară (titlurile în limba engleză)
- Literature and People (1986)
- Poetry and Reality (1986)
- Twilight and Avant-Garde (1990)

### Biografii (titlurile în limba engleză)
- A Critical Biography of Yi Jungsŏp (1973)
- A Critical Biography of the Poet Yi Sang (1973)
- A Critical Biography of Han Yong-Un (1975)

### Autobiografii (titlurile în limba engleză)
- Son of Yellow Soil: My Childhood (1986)
- I, Ko Un, 3 Volumes (1993)
- My Bronze Period (1995) I & II

### Traduceri (titlurile în limba engleză)
- Selected Poems of the Tang Dynasty (1974)
- Selected Poems of Tufu (1974)
- Chosa: Selected Poems by Kulwon (1975)
- Selected Poems form The Book of Odes (1976)

### Literatură pentru copii (titlurile în limba engleză)
- I am a Country Dog (1997)
- I Want to be a Postman
- Spook in the Rainy Day
- Chayŏng’s Birthday party

## Premii literare
- Premiul Coreean de Literatură (1974, 1987)
- Premiul Literar Manhae (1989)
- Premiul Literar Joongang (1991)
- Premiul Literar Daesan (1994)
- Premiul Bjørnson (2005)
- Premiul Cikada (2006)
- Premiul de poezie Griffin (2008)

## Distincții
- Cetățean de onoare al departamentului Jeong Seon, provincia Kangwon (1997)
- Ordinul Meritul Cultural de Argint al Republicii Coreea (2002)
- Premiul Unificării (2005)
- Premiul Academiei Coreene de Arte (2008)
- Doctor honoris causa al Universității Dankook (2010)
- Doctor honoris causa al Universității Jonbuk (2011)
- Cetățean de onoare al orașului Kwangju (2012)